# Ephippiochthonius borissketi
Espèce
Synonymes
- Chthonius borissketi Ćurčić & Sarbu, 2014

Ephippiochthonius borissketi est une espèce de pseudoscorpions de la famille des Chthoniidae.

## Distribution
Cette espèce est endémique de Roumanie. Elle se rencontre dans une grotte à Mangalia.

## Description
Le mâle holotype mesure 1,38 mm.

## Étymologie
Cette espèce est nommée en l'honneur de Boris Sket.

## Publication originale
- Ćurčić, Sarbu, Dimitrijević & Ćurčić, 2014 : A new cave Pseudoscorpion from the region of Mangalia (Romania): Chthonius (Ephippiochthonius) borissketi n. sp. (Chthoniidae, Pseudoscorpiones). Archives of Biological Sciences, vol. 66, no 2, p. 955-961.